# 城关乡 (明溪县)
城关乡是中国福建省三明市明溪县下辖的一个乡。

## 行政区划
城关乡共辖9个行政村，分别是：
罗翠村、坪埠村、大富村、王桥村、上坊村、狮窠村、下汴村、余坊村和大坪村。

## 中国传统村落
2013年8月，翠竹洋村被评为第二批中国传统村落。